# Aziatisch kampioenschap voetbal 2015 (kwalificatie)
Aan de kwalificatie voor het Azië Cup 2015 zullen verschillende landen deelnemen om te bepalen welke 11 landen zich kwalificeren voor de Azië Cup 2015 in Australië, gebaseerd op de nieuwe kwalificatie opzet van de Asian Football Confederation (AFC). Vier teams zullen niet deelnemen aan de kwalificatie. Australië is gekwalificeerd als gastland, en de top 2 van de Azië Cup 2011 die zijn: Japan en Zuid-Korea. Noord-Korea won de AFC Challenge Cup 2012 en is ook zeker van deelname aan de Asian Cup in 2015.

## Lijst van gekwalificeerde teams

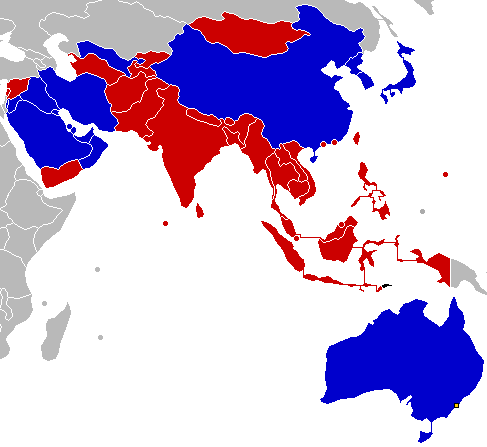
Status van kwalificatie
Gekwalificeerd
niet gekwalificeerd

| Land                         | Gekwalificeerd als             | Datum van Kwalificatie | Vorige deelnames in toernooi1                                               |
| ---------------------------- | ------------------------------ | ---------------------- | --------------------------------------------------------------------------- |
| Australië                    | Gastland                       | 5 januari 2011         | 2 (2007, 2011)                                                              |
| Japan                        | Azië Cup 2011, winnaar         | 25 januari 2011        | 7 (1988, 1992, 1996, 2000, 2004, 2007, 2011)                                |
| Zuid-Korea                   | Azië Cup 2011, nummer 3        | 28 januari 2011        | 12 (1956, 1960, 1964, 1972, 1980, 1984, 1988, 1996, 2000, 2004, 2007, 2011) |
| Noord-Korea                  | Winnaar AFC Challenge Cup 2012 | 19 maart 2012          | 3 (1980, 1992, 2011)                                                        |
| Palestina                    | Winnaar AFC Challenge Cup 2014 | 23 maart 2014          |                                                                             |
| Oman                         | Winnaar Kwalificatiegroep A    | 19 november 2013       | 2 (2004, 2007)                                                              |
| Jordanië                     | Nummer 2 Kwalificatiegroep A   | 4 februari 2014 2      | (2004, 2011)                                                                |
| Iran                         | Winnaar Kwalificatiegroep B    | 19 november 2013       | 12 (1968, 1972, 1976, 1980, 1984, 1988, 1992 1996, 2000, 2004, 2007, 2011)  |
| Koeweit                      | Nummer 2 Kwalificatiegroep B   | 19 november 2013       | 09 (1972, 1976, 1980, 1984, 1988, 1996, 2000, 2004, 2011)                   |
| Saoedi-Arabië                | Winnaar Kwalificatiegroep C    | 15 november 2013       | 8 (1984, 1988, 1992, 1996, 2000, 2004, 2007, 2011)                          |
| Irak                         | Nummer 2 Kwalificatiegroep C   | 5 maart 2014           | 8 (1972, 1976, 1996, 2000, 2004, 2007, 2011)                                |
| Bahrein                      | Winnaar Kwalificatiegroep D    | 15 november 2013       | 4 (1988, 2004, 2007, 2011)                                                  |
| Qatar                        | Nummer 2 Kwalificatiegroep D   | 19 november 2013       | 9 1980, 1984, 1988, 1992, 2000, 2004, 2007, 2011)                           |
| Verenigde Arabische Emiraten | Winnaar Kwalificatiegroep E    | 15 november 2013       | 8 (1980, 1984, 1988, 1992, 1996, 2004, 2007, 2011)                          |
| Oezbekistan                  | Nummer 2 Kwalificatiegroep E   | 19 november 2013       | 6 (1996, 2000, 2004, 2007, 2011)                                            |
| China                        | beste nummer 3                 | 5 maart 2014           | 10 (1976, 1980, 1984, 1988, 1992, 1996, 2000, 2004, 2007, 2011)             |

1 vet betekent kampioen in dat jaar

## Pottenindeling & loting
De loting voor de kwalificaties vond plaats in Melbourne op 9 oktober 2012.
| Pot 1                                          | Pot 2                                                              | Pot 3                                               | Pot 4                                                   |
| ---------------------------------------------- | ------------------------------------------------------------------ | --------------------------------------------------- | ------------------------------------------------------- |
| - Oezbekistan - Qatar - Jordanië - Iran - Irak | - China - Bahrein - Syrië - Verenigde Arabische Emiraten - Koeweit | - Saoedi-Arabië - Oman - Thailand - Jemen - Vietnam | - Maleisië - Singapore - Indonesië - Libanon - Hongkong |

## Speeldata
De volgende speeldata zijn toegewezen aan de kwalificatie. 15 oktober en 13 november zijn voor de play-offs voor het Wereldkampioenschap voetbal 2014, 3 alternatieve data zijn ook opgenomen in het speelschema
|      | Speeldag    | Datum                             |
| ---- | ----------- | --------------------------------- |
| 2013 | Speeldag 1  | 6 Februari                        |
| 2013 | Speeldag 2  | 22 maart                          |
| 2013 | Speeldag 3  | 15 oktober                        |
| 2013 | Speeldag 4  | 15 november                       |
| 2013 | Speeldag 5  | 19 november                       |
| 2014 | Alternative | 11, 18, 25, 31 januari 4 februari |
| 2014 | Speeldag 6  | 5 maart 2014                      |

## Groepsfase
| Legenda                                                                          |
| -------------------------------------------------------------------------------- |
| Groepswinnaars, nummers 2 en beste nummer 3 plaatsen zich voor de Azië Cup 2015. |

### Groep A
| Team      | AW | G | G | V | DV | DT | DS  | Pnt |
| --------- | -- | - | - | - | -- | -- | --- | --- |
| Oman      | 6  | 4 | 2 | 0 | 7  | 1  | +6  | 14  |
| Jordanië  | 6  | 3 | 3 | 0 | 10 | 3  | +7  | 12  |
| Syrië     | 6  | 1 | 1 | 4 | 7  | 7  | 0   | 4   |
| Singapore | 6  | 1 | 0 | 5 | 4  | 17 | −13 | 3   |

|           | Vlag van Jordanië | Vlag van Oman | Vlag van Singapore | Vlag van Syrië |
| --------- | ----------------- | ------------- | ------------------ | -------------- |
| Jordanië  | —                 | 0-0           | 4-0                | 2-1            |
| Oman      | 0-0               | —             | 3-1                | 1-0            |
| Singapore | 1-3               | 0-2           | —                  | 2-1            |
| Syrië     | 1-1               | 1-0           | 4-0                | —              |

#### Wedstrijden
|                       |                |       |       |                                                                                   |
| 6 februari 2013 17:15 | Oman           | 1 – 0 | Syrië | Sultan Qaboos Sports Complex, Masqat Toeschouwers: 15.252 Scheidsrechter: Tan Hai |
| 6 februari 2013 17:15 | Al-Muqbali 39' |       |       | Sultan Qaboos Sports Complex, Masqat Toeschouwers: 15.252 Scheidsrechter: Tan Hai |

|                       |                                         |       |           |                                                                                     |
| 6 februari 2013 17:00 | Jordanië                                | 4 – 0 | Singapore | King Abdullah Stadium, Amman Toeschouwers: 2.004 Scheidsrechter: Valentin Kovalenko |
| 6 februari 2013 17:00 | Deeb 18' Bani Attiah 52' Hayel 55', 74' |       |           | King Abdullah Stadium, Amman Toeschouwers: 2.004 Scheidsrechter: Valentin Kovalenko |

|                        |           |                       |      |                                                                                 |
| 14 augustus 2013 19:30 | Singapore | 0 – 2                 | Oman | Jalan Besar Stadium, Singapore Toeschouwers: 5.849 Scheidsrechter: Masaaki Toma |
| 14 augustus 2013 19:30 |           | 15' Said 45' Al-Farsi |      | Jalan Besar Stadium, Singapore Toeschouwers: 5.849 Scheidsrechter: Masaaki Toma |

|                        |              |       |              |                                                                                             |
| 15 augustus 2013 19:00 | Syrië        | 1 – 1 | Jordanië     | Shahid Dastgerdi Stadium, Teheran (Iran) Toeschouwers: 200 Scheidsrechter: Khalil Al Ghamdi |
| 15 augustus 2013 19:00 | Sahyouni 49' |       | 57' Al-Laham | Shahid Dastgerdi Stadium, Teheran (Iran) Toeschouwers: 200 Scheidsrechter: Khalil Al Ghamdi |

|                       |                   |       |          |                                                                                 |
| 15 oktober 2013 19:30 | Singapore         | 2 – 1 | Syrië    | Jalan Besar Stadium, Singapore Toeschouwers: 3.012 Scheidsrechter: Kim Sang-Woo |
| 15 oktober 2013 19:30 | Amri 62' Quak 82' |       | 89' Rafe | Jalan Besar Stadium, Singapore Toeschouwers: 3.012 Scheidsrechter: Kim Sang-Woo |

|                       |          |       |      |                                                                                  |
| 15 oktober 2013 18:00 | Jordanië | 0 – 0 | Oman | King Abdullah Stadium, Amman Toeschouwers: 6.423 Scheidsrechter: Nawaf Shukralla |
| 15 oktober 2013 18:00 |          |       |      | King Abdullah Stadium, Amman Toeschouwers: 6.423 Scheidsrechter: Nawaf Shukralla |

|                        |                                                |       |           |                                                                                       |
| 15 november 2013 14:00 | Syrië                                          | 4 – 0 | Singapore | Shahid Dastgerdi Stadium, Teheran (Iran) Toeschouwers: 50 Scheidsrechter: Minoru Tōjō |
| 15 november 2013 14:00 | Malki 10' Al Douni 83' Jafal 86' Al Agha 90+1' |       |           | Shahid Dastgerdi Stadium, Teheran (Iran) Toeschouwers: 50 Scheidsrechter: Minoru Tōjō |

|                        |       |                |      |                                                                                              |
| 19 november 2013 14:00 | Syrië | 0 – 1          | Oman | Shahid Dastgerdi Stadium, Teheran (Iran) Toeschouwers: 200 Scheidsrechter: Abdulrahman Abdou |
| 19 november 2013 14:00 |       | 90+1' Al-Farsi |      | Shahid Dastgerdi Stadium, Teheran (Iran) Toeschouwers: 200 Scheidsrechter: Abdulrahman Abdou |

|                       |      |       |          |                                                                                             |
| 31 januari 2014 18:30 | Oman | 0 – 0 | Jordanië | Sultan Qaboos Sports Complex, Masqat Toeschouwers: 7.000 Scheidsrechter: Mohamed Al Zarouni |
| 31 januari 2014 18:30 |      |       |          | Sultan Qaboos Sports Complex, Masqat Toeschouwers: 7.000 Scheidsrechter: Mohamed Al Zarouni |

|                       |                 |       |                                        |                                                                            |
| 4 februari 2014 19:30 | Singapore       | 1 – 3 | Jordanië                               | Jalan Besar Stadium, Singapore Toeschouwers: 2.371 Scheidsrechter: Tan Hai |
| 4 februari 2014 19:30 | Amri 84' (pen.) |       | 44' Bawab 58' Hayel 90+2' Al-Rawashdeh | Jalan Besar Stadium, Singapore Toeschouwers: 2.371 Scheidsrechter: Tan Hai |

|                    |                                     |       |           |                                                                                       |
| 5 maart 2014 17:30 | Oman                                | 3 – 1 | Singapore | Sultan Qaboos Sports Complex, Masqat Toeschouwers: 6.700 Scheidsrechter: Ko Hyung-jin |
| 5 maart 2014 17:30 | Al Hosni 19' Said 51' Al-Hasani 69' |       | 78' Ishak | Sultan Qaboos Sports Complex, Masqat Toeschouwers: 6.700 Scheidsrechter: Ko Hyung-jin |

|                    |                |       |             |                                                                                        |
| 5 maart 2014 16:00 | Jordanië       | 2 – 1 | Syrië       | Amman International Stadium, Amman Toeschouwers: 3.745 Scheidsrechter: Ravshan Irmatov |
| 5 maart 2014 16:00 | Bawab 24', 61' |       | 80' Khribin | Amman International Stadium, Amman Toeschouwers: 3.745 Scheidsrechter: Ravshan Irmatov |

### Groep B
| Team     | AW | G | G | V | DV | DT | DS  | Pnt |
| -------- | -- | - | - | - | -- | -- | --- | --- |
| Iran     | 6  | 5 | 1 | 0 | 18 | 5  | +13 | 16  |
| Koeweit  | 6  | 2 | 3 | 1 | 10 | 7  | +3  | 9   |
| Libanon  | 6  | 2 | 2 | 2 | 12 | 14 | −2  | 8   |
| Thailand | 6  | 0 | 0 | 6 | 7  | 21 | −14 | 0   |

|          | Vlag van Iran | Vlag van Koeweit | Vlag van Libanon | Vlag van Thailand |
| -------- | ------------- | ---------------- | ---------------- | ----------------- |
| Iran     | —             | 3-2              | 5-0              | 2-1               |
| Koeweit  | 1-1           | —                | 0-0              | 3-1               |
| Libanon  | 1-4           | 1-1              | —                | 5-2               |
| Thailand | 0-3           | 1-3              | 2-5              | —                 |

#### Wedstrijden
|                       |                                                                |       |         |                                                                              |
| 6 februari 2013 15:30 | Iran                                                           | 5 – 0 | Libanon | Azadi Stadium, Teheran Toeschouwers: 19.733 Scheidsrechter: Yuichi Nishimura |
| 6 februari 2013 15:30 | Ghoochannejhad 26', 62' Nekounam 45+1' (pen.), 61' (pen.), 80' |       |         | Azadi Stadium, Teheran Toeschouwers: 19.733 Scheidsrechter: Yuichi Nishimura |

|                       |               |       |                                         |                                                                              |
| 6 februari 2013 19:00 | Thailand      | 1 – 3 | Koeweit                                 | Rajamangala Stadium, Bangkok Toeschouwers: 15.000 Scheidsrechter: Ryuji Sato |
| 6 februari 2013 19:00 | Chanathip 76' |       | 25' (e.d.) Theeraton 59' Fadel 65' Aman | Rajamangala Stadium, Bangkok Toeschouwers: 15.000 Scheidsrechter: Ryuji Sato |

|                     |                                                   |       |                   |                                                                                               |
| 22 maart 2013 17:30 | Libanon                                           | 5 – 2 | Thailand          | Camille Chamoun Sports City Stadium, Beiroet Toeschouwers: 7.000 Scheidsrechter: Kim Dong-Jin |
| 22 maart 2013 17:30 | Chaito 6', 22' Haidar 31' Maatouk 72' Onika 90+1' |       | 49', 85' Thitipan | Camille Chamoun Sports City Stadium, Beiroet Toeschouwers: 7.000 Scheidsrechter: Kim Dong-Jin |

|                     |                  |       |             |                                                                                             |
| 26 maart 2013 19:35 | Koeweit          | 1 – 1 | Iran        | Al Kuwait Sports Club Stadium, Koeweit-stad Toeschouwers: 12.321 Scheidsrechter: Lee Min-Hu |
| 26 maart 2013 19:35 | Awadh 76' (pen.) |       | 45' Shojaei | Al Kuwait Sports Club Stadium, Koeweit-stad Toeschouwers: 12.321 Scheidsrechter: Lee Min-Hu |

|                       |             |       |            |                                                                                                   |
| 15 oktober 2013 17:30 | Libanon     | 1 – 1 | Koeweit    | Camille Chamoun Sports City Stadium, Beiroet Toeschouwers: 15.000 Scheidsrechter: Ravshan Irmatov |
| 15 oktober 2013 17:30 | Ghaddar 50' |       | 26' Nasser | Camille Chamoun Sports City Stadium, Beiroet Toeschouwers: 15.000 Scheidsrechter: Ravshan Irmatov |

|                       |                                 |       |              |                                                                              |
| 15 oktober 2013 19:00 | Iran                            | 2 – 1 | Thailand     | Azadi Stadium, Teheran Toeschouwers: 17.330 Scheidsrechter: Abdullah Balideh |
| 15 oktober 2013 19:00 | Hosseini 67' Ghoochannejhad 70' |       | 80' Teerasil | Azadi Stadium, Teheran Toeschouwers: 17.330 Scheidsrechter: Abdullah Balideh |

|                        |          |                                                  |      |                                                                               |
| 15 november 2013 19:00 | Thailand | 0 – 3                                            | Iran | Rajamangala Stadium, Bangkok Toeschouwers: 7.000 Scheidsrechter: Ben Williams |
| 15 november 2013 19:00 |          | 28' Dejagah 42' Ghoochannejhad 90+5' Jahanbakhsh |      | Rajamangala Stadium, Bangkok Toeschouwers: 7.000 Scheidsrechter: Ben Williams |

|                        |         |       |         |                                                                                                   |
| 15 november 2013 18:35 | Koeweit | 0 – 0 | Libanon | Al Kuwait Sports Club Stadium, Koeweit-stad Toeschouwers: 11.500 Scheidsrechter: Khalil Al Ghamdi |
| 15 november 2013 18:35 |         |       |         | Al Kuwait Sports Club Stadium, Koeweit-stad Toeschouwers: 11.500 Scheidsrechter: Khalil Al Ghamdi |

|                        |            |       |                                                                |                                                                                        |
| 19 november 2013 17:30 | Libanon    | 1 – 4 | Iran                                                           | Camille Chamoun Sports City Stadium, Beiroet Toeschouwers: 100 Scheidsrechter: Tan Hai |
| 19 november 2013 17:30 | Haidar 79' |       | 39' Sadeghi 51' Dejagah 55' (pen.) Nekounam 65' Ghoochannejhad | Camille Chamoun Sports City Stadium, Beiroet Toeschouwers: 100 Scheidsrechter: Tan Hai |

|                        |                                  |       |             | |
| 19 november 2013 18:35 | Koeweit                          | 3 – 1 | Thailand    | Al Kuwait Sports Club Stadium, Koeweit-stad Toeschouwers: 5.000 Scheidsrechter: Valentin Kovalenko |
| 19 november 2013 18:35 | Nasser 19', 71' Awadh 56' (pen.) |       | 68' Mongkol | Al Kuwait Sports Club Stadium, Koeweit-stad Toeschouwers: 5.000 Scheidsrechter: Valentin Kovalenko |

|                    |                                             |       |                        |                                                                               |
| 3 maart 2014 17:30 | Iran                                        | 3 – 2 | Koeweit                | Enghelabstadion, Karaj Toeschouwers: 7.000 Scheidsrechter: Dmitriy Mashentsev |
| 3 maart 2014 17:30 | Karimi 2' Fadel 61' (e.d.) Ansarifard 90+1' |       | 18' Ali 89' Al Rashidi | Enghelabstadion, Karaj Toeschouwers: 7.000 Scheidsrechter: Dmitriy Mashentsev |

|                    |                                |       |                                                  |                                                                                 |
| 5 maart 2014 21:00 | Thailand                       | 2 – 5 | Libanon                                          | Rajamangala Stadium, Bangkok Toeschouwers: 5.000 Scheidsrechter: Yudai Yamamoto |
| 5 maart 2014 21:00 | Teeratep 23' (pen.) Adisak 76' |       | 2' Ghaddar 18', 46' Maatouk 45+1' Saad 63' Antar | Rajamangala Stadium, Bangkok Toeschouwers: 5.000 Scheidsrechter: Yudai Yamamoto |

### Groep C
| Team          | AW | G | G | V | DV | DT | DS | Pnt |
| ------------- | -- | - | - | - | -- | -- | -- | --- |
| Saoedi-Arabië | 6  | 5 | 1 | 0 | 9  | 3  | +6 | 16  |
| Irak          | 6  | 3 | 0 | 3 | 7  | 6  | +1 | 9   |
| China         | 6  | 2 | 2 | 2 | 5  | 6  | −1 | 8   |
| Indonesië     | 6  | 0 | 1 | 5 | 2  | 8  | −6 | 1   |

|               | Vlag van China | Vlag van Indonesië | Vlag van Irak | Vlag van Saoedi-Arabië |
| ------------- | -------------- | ------------------ | ------------- | ---------------------- |
| China         | —              | 1-0                | 1-0           | 0-0                    |
| Indonesië     | 1-1            | —                  | 0-2           | 1-2                    |
| Irak          | 3-1            | 1-0                | —             | 0-2                    |
| Saoedi-Arabië | 2-1            | 1-0                | 2-1           | —                      |

#### Wedstrijden
|                       |             |       |           | |
| 6 februari 2013 17:30 | Irak        | 1 – 0 | Indonesië | Al-Rashidstadion, Dubai (Verenigde Arabische Emiraten) Toeschouwers: 3.600 Scheidsrechter: Minoru Tōjō |
| 6 februari 2013 17:30 | Mahmoud 66' |       |           | Al-Rashidstadion, Dubai (Verenigde Arabische Emiraten) Toeschouwers: 3.600 Scheidsrechter: Minoru Tōjō |

|                       |                            |       |               |                                                                                             |
| 6 februari 2013 20:15 | Saoedi-Arabië              | 2 – 1 | China         | Prince Mohamed bin Fahdstadion, Dammam Toeschouwers: 20.000 Scheidsrechter: Ravshan Irmatov |
| 6 februari 2013 20:15 | Al-Muwallad 23' Hazazi 77' |       | 29' Zhao Xuri | Prince Mohamed bin Fahdstadion, Dammam Toeschouwers: 20.000 Scheidsrechter: Ravshan Irmatov |

|                     |                |       |      |                                                                           |
| 22 maart 2013 19:35 | China          | 1 – 0 | Irak | Helongstadion, Changsha Toeschouwers: 31.621 Scheidsrechter: Ben Williams |
| 22 maart 2013 19:35 | Yu Dabao 90+3' |       |      | Helongstadion, Changsha Toeschouwers: 31.621 Scheidsrechter: Ben Williams |

|                     |           |       |                   |                                                                                        |
| 23 maart 2013 19:00 | Indonesië | 1 – 2 | Saoedi-Arabië     | Gelora Bung Karno Stadium, Jakarta Toeschouwers: 75.000 Scheidsrechter: Kim Jong-Hyeok |
| 23 maart 2013 19:00 | Boaz 5'   |       | 14', 55' Al-Salem | Gelora Bung Karno Stadium, Jakarta Toeschouwers: 75.000 Scheidsrechter: Kim Jong-Hyeok |

|                       |           |       |           |                                                                                              |
| 15 oktober 2013 19:00 | Indonesië | 1 – 1 | China     | Gelora Bung Karnostadion, Jakarta Toeschouwers: 500 Scheidsrechter: Abdul Malik Abdul Bashir |
| 15 oktober 2013 19:00 | Boaz 67'  |       | 36' Wu Xi | Gelora Bung Karnostadion, Jakarta Toeschouwers: 500 Scheidsrechter: Abdul Malik Abdul Bashir |

|                       |      |                             |               | |
| 15 oktober 2013 19:30 | Irak | 0 – 2                       | Saoedi-Arabië | Amman Internationaal Stadion, Amman (Jordanië) Toeschouwers: 12.000 Scheidsrechter: Abdullah Al Hilali |
| 15 oktober 2013 19:30 |      | 34' Hawsawi 78' Al-Shamrani |               | Amman Internationaal Stadion, Amman (Jordanië) Toeschouwers: 12.000 Scheidsrechter: Abdullah Al Hilali |

|                        |              |       |           |                                                                        |
| 15 november 2013 19:35 | China        | 1 – 0 | Indonesië | Shaanxistadion, Xi'an Toeschouwers: 33.217 Scheidsrechter: Peter Green |
| 15 november 2013 19:35 | Wu Lei 45+1' |       |           | Shaanxistadion, Xi'an Toeschouwers: 33.217 Scheidsrechter: Peter Green |

|                        |                               |       |               |                                                                                          |
| 15 november 2013 20:15 | Saoedi-Arabië                 | 2 – 1 | Irak          | Prince Mohamed bin Fahdstadion, Dammam Toeschouwers: 21.600 Scheidsrechter: Masaaki Toma |
| 15 november 2013 20:15 | Al-Jassim 18' Al-Shamrani 60' |       | 45+1' Mahmoud | Prince Mohamed bin Fahdstadion, Dammam Toeschouwers: 21.600 Scheidsrechter: Masaaki Toma |

|                        |       |       |               |                                                                                   |
| 19 november 2013 19:35 | China | 0 – 0 | Saoedi-Arabië | Shaanxi Province Stadium, Xi'an Toeschouwers: 36.016 Scheidsrechter: Kim Dong-Jin |
| 19 november 2013 19:35 |       |       |               | Shaanxi Province Stadium, Xi'an Toeschouwers: 36.016 Scheidsrechter: Kim Dong-Jin |

|                        |           |                             |      |                                                                                     |
| 19 november 2013 19:00 | Indonesië | 0 – 2                       | Irak | Gelora Bung Karnostadion, Jakarta Toeschouwers: 300 Scheidsrechter: Ravshan Irmatov |
| 19 november 2013 19:00 |           | 27' Ahmad 32' (pen.) Jassim |      | Gelora Bung Karnostadion, Jakarta Toeschouwers: 300 Scheidsrechter: Ravshan Irmatov |

|                    |                            |       |                        | |
| 5 maart 2014 18:00 | Irak                       | 3 – 1 | China                  | Sharjahstadion, Sharjah (Verenigde Arabische Emiraten) Toeschouwers: 5.000 Scheidsrechter: Yuichi Nishimura |
| 5 maart 2014 18:00 | Mahmoud 23', 43' Adnan 58' |       | 73' (pen.) Zhang Xizhe | Sharjahstadion, Sharjah (Verenigde Arabische Emiraten) Toeschouwers: 5.000 Scheidsrechter: Yuichi Nishimura |

|                    |                 |       |           |                                                                                             |
| 5 maart 2014 20:30 | Saoedi-Arabië   | 1 – 0 | Indonesië | Prince Mohamed bin Fahdstadion, Dammam Toeschouwers: 9.500 Scheidsrechter: Ammar Al-Jeneibi |
| 5 maart 2014 20:30 | Al-Muwallad 87' |       |           | Prince Mohamed bin Fahdstadion, Dammam Toeschouwers: 9.500 Scheidsrechter: Ammar Al-Jeneibi |

### Groep D
| Team     | AW | G | G | V | DV | DT | DS  | Pnt |
| -------- | -- | - | - | - | -- | -- | --- | --- |
| Bahrein  | 6  | 4 | 2 | 0 | 7  | 1  | +6  | 14  |
| Qatar    | 6  | 4 | 1 | 1 | 13 | 2  | +11 | 13  |
| Maleisië | 6  | 2 | 1 | 3 | 5  | 7  | −2  | 7   |
| Jemen    | 6  | 0 | 0 | 6 | 3  | 18 | −15 | 0   |

|          | Vlag van Bahrein | Vlag van Maleisië | Vlag van Qatar | Vlag van Jemen |
| -------- | ---------------- | ----------------- | -------------- | -------------- |
| Bahrein  | —                | 1-0               | 1-0            | 2-0            |
| Maleisië | 1-1              | —                 | 0-1            | 2-1            |
| Qatar    | 0-0              | 2-0               | —              | 6-0            |
| Jemen    | 0-2              | 1-2               | 1-4            | —              |

#### Wedstrijden
|                       |       |                       |         | |
| 6 februari 2013 19:15 | Jemen | 0 – 2                 | Bahrein | Sharjahstadion, Sharjah (Verenigde Arabische Emiraten) Toeschouwers: 450 Scheidsrechter: Khalil Al Ghamdi |
| 6 februari 2013 19:15 |       | 49' Aaish 85' Al Amer |         | Sharjahstadion, Sharjah (Verenigde Arabische Emiraten) Toeschouwers: 450 Scheidsrechter: Khalil Al Ghamdi |

|                       |                       |       |          |                                                                                    |
| 6 februari 2013 18:30 | Qatar                 | 2 – 0 | Maleisië | Jassim Bin Hamad Stadium, Doha Toeschouwers: 7.320 Scheidsrechter: Alireza Faghani |
| 6 februari 2013 18:30 | Ibrahim 55' Ali 90+3' |       |          | Jassim Bin Hamad Stadium, Doha Toeschouwers: 7.320 Scheidsrechter: Alireza Faghani |

|                     |                                   |       |              |                                                                               |
| 22 maart 2013 20:45 | Maleisië                          | 2 – 1 | Jemen        | Shah Alam Stadium, Shah Alam Toeschouwers: 80.000 Scheidsrechter: Peter Green |
| 22 maart 2013 20:45 | Azamuddin 27' Khyril Muhymeen 80' |       | 12' Al Hagri | Shah Alam Stadium, Shah Alam Toeschouwers: 80.000 Scheidsrechter: Peter Green |

|                     |           |       |       |                                                                                        |
| 22 maart 2013 18:45 | Bahrein   | 1 – 0 | Qatar | Bahrain National Stadium, Riffa Toeschouwers: 1.950 Scheidsrechter: Abdullah Al Hilali |
| 22 maart 2013 18:45 | Aaish 20' |       |       | Bahrain National Stadium, Riffa Toeschouwers: 1.950 Scheidsrechter: Abdullah Al Hilali |

|                       |                                                                |       |       |                                                                                        |
| 13 oktober 2013 19:30 | Qatar                                                          | 6 – 0 | Jemen | Thani bin Jassim Stadium, Doha Toeschouwers: 11.920 Scheidsrechter: Valentin Kovalenko |
| 13 oktober 2013 19:30 | Ibrahim 4' (pen.), 61', 76' Al Haidos 24' Soria 70' Afif 90+1' |       |       | Thani bin Jassim Stadium, Doha Toeschouwers: 11.920 Scheidsrechter: Valentin Kovalenko |

|                       |                |       |             |                                                                             |
| 15 oktober 2013 20:45 | Maleisië       | 1 – 1 | Bahrein     | Shah Alam Stadium, Shah Alam Toeschouwers: 6.500 Scheidsrechter: Ryuji Sato |
| 15 oktober 2013 20:45 | Norshahrul 70' |       | 45+1' Saleh | Shah Alam Stadium, Shah Alam Toeschouwers: 6.500 Scheidsrechter: Ryuji Sato |

|                        |             |       |                                          | |
| 15 november 2013 16:00 | Jemen       | 1 – 4 | Qatar                                    | Sheikh Khalifa International Stadium, Al Ain (Verenigde Arabische Emiraten) Toeschouwers: 350 Scheidsrechter: Marai Al Awaji |
| 15 november 2013 16:00 | Al-Sasi 26' |       | 3' Soria 32' Hassan 54' Kasola 68' Jeddo | Sheikh Khalifa International Stadium, Al Ain (Verenigde Arabische Emiraten) Toeschouwers: 350 Scheidsrechter: Marai Al Awaji |

|                        |                 |       |          |                                                                                  |
| 15 november 2013 17:45 | Bahrein         | 1 – 0 | Maleisië | Bahrain National Stadium, Riffa Toeschouwers: 2.000 Scheidsrechter: Mohsen Torky |
| 15 november 2013 17:45 | Abdul-Latif 72' |       |          | Bahrain National Stadium, Riffa Toeschouwers: 2.000 Scheidsrechter: Mohsen Torky |

|                        |          |            |       |                                                                               |
| 19 november 2013 20:45 | Maleisië | 0 – 1      | Qatar | Shah Alam Stadium, Shah Alam Toeschouwers: 4.079 Scheidsrechter: Kim Sang-Woo |
| 19 november 2013 20:45 |          | 65' Al-Ali |       | Shah Alam Stadium, Shah Alam Toeschouwers: 4.079 Scheidsrechter: Kim Sang-Woo |

|                        |                      |       |       |                                                                                    |
| 19 november 2013 17:45 | Bahrein              | 2 – 0 | Jemen | Bahrain National Stadium, Riffa Toeschouwers: 600 Scheidsrechter: Yuichi Nishimura |
| 19 november 2013 17:45 | Salmeen 2' Aaish 88' |       |       | Bahrain National Stadium, Riffa Toeschouwers: 600 Scheidsrechter: Yuichi Nishimura |

|                    |               |       |                    | |
| 5 maart 2014 16:00 | Jemen         | 1 – 2 | Maleisië           | Tahnoun bin Mohammedstadion, Al Ain (Verenigde Arabische Emiraten) Toeschouwers: 311 Scheidsrechter: Valentin Kovalenko |
| 5 maart 2014 16:00 | Al-Sarori 60' |       | 16' Amri 77' Fakri | Tahnoun bin Mohammedstadion, Al Ain (Verenigde Arabische Emiraten) Toeschouwers: 311 Scheidsrechter: Valentin Kovalenko |

|                    |       |       |         |                                                                                      |
| 5 maart 2014 18:25 | Qatar | 0 – 0 | Bahrein | Thani bin Jassim Stadium, Doha Toeschouwers: 12.878 Scheidsrechter: Fahad Al-Mirdasi |
| 5 maart 2014 18:25 |       |       |         | Thani bin Jassim Stadium, Doha Toeschouwers: 12.878 Scheidsrechter: Fahad Al-Mirdasi |

### Groep E
| Team                         | AW | G | G | V | DV | DT | DS  | Pnt |
| ---------------------------- | -- | - | - | - | -- | -- | --- | --- |
| Verenigde Arabische Emiraten | 6  | 5 | 1 | 0 | 18 | 3  | +15 | 16  |
| Oezbekistan                  | 6  | 3 | 2 | 1 | 10 | 4  | +6  | 11  |
| Hongkong                     | 6  | 1 | 1 | 4 | 2  | 13 | −11 | 4   |
| Vietnam                      | 6  | 1 | 0 | 5 | 5  | 15 | −10 | 3   |

|                              | Vlag van Hongkong | Vlag van Verenigde Arabische Emiraten | Vlag van Oezbekistan | Vlag van Vietnam |
| ---------------------------- | ----------------- | ------------------------------------- | -------------------- | ---------------- |
| Hongkong                     | —                 | 0-4                                   | 0-2                  | 1-0              |
| Verenigde Arabische Emiraten | 4-0               | —                                     | 2-1                  | 5-0              |
| Oezbekistan                  | 0-0               | 1-1                                   | —                    | 3-1              |
| Vietnam                      | 3-1               | 1-2                                   | 0-3                  | —                |

#### Wedstrijden
|                       |             |       |          |                                                                                         |
| 6 februari 2013 16:00 | Oezbekistan | 0 – 0 | Hongkong | Pakhtakor Markaziy Stadium, Tasjkent Toeschouwers: 16.287 Scheidsrechter: Ali Abdulnabi |
| 6 februari 2013 16:00 |             |       |          | Pakhtakor Markaziy Stadium, Tasjkent Toeschouwers: 16.287 Scheidsrechter: Ali Abdulnabi |

|                       |         |       |                              |                                                                                       |
| 6 februari 2013 18:00 | Vietnam | 1 – 2 | Verenigde Arabische Emiraten | Mỹ Đình Nationaal Stadion, Hanoi Toeschouwers: 7.200 Scheidsrechter: Strebre Delovski |
| 6 februari 2013 18:00 | Anh 59' |       | 6' (pen.) Khalil 67' Fardan  | Mỹ Đình Nationaal Stadion, Hanoi Toeschouwers: 7.200 Scheidsrechter: Strebre Delovski |

|                     |                 |       |         |                                                                                  |
| 22 maart 2013 20:00 | Hongkong        | 1 – 0 | Vietnam | Mong Kok Stadium, Hongkong Toeschouwers: 6.639 Scheidsrechter: Abdulrahman Abdou |
| 22 maart 2013 20:00 | Chan Wai Ho 87' |       |         | Mong Kok Stadium, Hongkong Toeschouwers: 6.639 Scheidsrechter: Abdulrahman Abdou |

|                     |                              |       |             |                                                                                   |
| 22 maart 2013 17:45 | Verenigde Arabische Emiraten | 2 – 1 | Oezbekistan | Mohammed Bin Zayidstadion, Abu Dhabi Toeschouwers: 21.357 Scheidsrechter: Tan Hai |
| 22 maart 2013 17:45 | Khalil 58' Mabkhout 61'      |       | 16' Gadoev  | Mohammed Bin Zayidstadion, Abu Dhabi Toeschouwers: 21.357 Scheidsrechter: Tan Hai |

|                       |          |                                    |                              |                                                                                |
| 15 oktober 2013 20:00 | Hongkong | 0 – 4                              | Verenigde Arabische Emiraten | Hong Kong Stadium, Hongkong Toeschouwers: 7.923 Scheidsrechter: Kim Jong-Hyeok |
| 15 oktober 2013 20:00 |          | 30', 55', 90' Mabkhout 90+5' Abbas |                              | Hong Kong Stadium, Hongkong Toeschouwers: 7.923 Scheidsrechter: Kim Jong-Hyeok |

|                       |                                            |       |           |                                                                                       |
| 15 oktober 2013 18:00 | Oezbekistan                                | 3 – 1 | Vietnam   | Pakhtakor Markaziy Stadium, Tasjkent Toeschouwers: 5.675 Scheidsrechter: Mohsen Torky |
| 15 oktober 2013 18:00 | Rashidov 69' Hoàn 74' (e.d.) Sergeev 90+2' |       | 77' Hoàng | Pakhtakor Markaziy Stadium, Tasjkent Toeschouwers: 5.675 Scheidsrechter: Mohsen Torky |

|                        |         |                                      |             |                                                                                     |
| 15 november 2013 19:00 | Vietnam | 0 – 3                                | Oezbekistan | Mỹ Đình Nationaal Stadion, Hanoi Toeschouwers: 9.000 Scheidsrechter: Kim Jong-Hyeok |
| 15 november 2013 19:00 |         | 40' Shodiev 46' Sergeev 89' Rashidov |             | Mỹ Đình Nationaal Stadion, Hanoi Toeschouwers: 9.000 Scheidsrechter: Kim Jong-Hyeok |

|                        |                                                    |       |          |                                                                                           |
| 15 november 2013 19:30 | Verenigde Arabische Emiraten                       | 4 – 0 | Hongkong | Mohammed Bin Zayidstadion, Abu Dhabi Toeschouwers: 10.871 Scheidsrechter: Alireza Faghani |
| 15 november 2013 19:30 | Saleh 27' Abbas 40' Abdulrahman 80' Al Hammadi 88' |       |          | Mohammed Bin Zayidstadion, Abu Dhabi Toeschouwers: 10.871 Scheidsrechter: Alireza Faghani |

|                        |          |                         |             |                                                                                 |
| 19 november 2013 20:00 | Hongkong | 0 – 2                   | Oezbekistan | Hong Kong Stadium, Hongkong Toeschouwers: 5.679 Scheidsrechter: Nawaf Shukralla |
| 19 november 2013 20:00 |          | 84' Shodiev 89' Ahmedov |             | Hong Kong Stadium, Hongkong Toeschouwers: 5.679 Scheidsrechter: Nawaf Shukralla |

|                        |                                                          |       |         |                                                                                     |
| 19 november 2013 19:30 | Verenigde Arabische Emiraten                             | 5 – 0 | Vietnam | Mohammed Bin Zayidstadion, Abu Dhabi Toeschouwers: 9.674 Scheidsrechter: Ryuji Sato |
| 19 november 2013 19:30 | Abbas 19' Matar 25' Mabkhout 31' Fardan 37' Khalil 90+2' |       |         | Mohammed Bin Zayidstadion, Abu Dhabi Toeschouwers: 9.674 Scheidsrechter: Ryuji Sato |

|                    |             |       |                              |                                                                               |
| 5 maart 2014 17:00 | Oezbekistan | 1 – 1 | Verenigde Arabische Emiraten | Bunyodkor Stadium, Tasjkent Toeschouwers: 15.000 Scheidsrechter: Kim Sang-Woo |
| 5 maart 2014 17:00 | Sergeev 85' |       | 67' Al Hammadi               | Bunyodkor Stadium, Tasjkent Toeschouwers: 15.000 Scheidsrechter: Kim Sang-Woo |

|                    |                           |       |                 |                                                                                        |
| 5 maart 2014 21:00 | Vietnam                   | 3 – 1 | Hongkong        | Mỹ Đình Nationaal Stadion, Hanoi Toeschouwers: 5.800 Scheidsrechter: Mohd Amirul Izwan |
| 5 maart 2014 21:00 | Anh 24' Đức 68' Hoàng 83' |       | 81' Lo Kwan Yee | Mỹ Đình Nationaal Stadion, Hanoi Toeschouwers: 5.800 Scheidsrechter: Mohd Amirul Izwan |

## Rangschikking van derde geplaatste teams
Om de beste nummer 3 te krijgen worden de volgende criteria gebruikt:
1. Punten gewonnen in de groepswedstrijden
2. Doelsaldo in de groepwedstrijden
3. Gescoorde doelpunten in de groepswedstrijden
4. Gele en rode kaarten gekregen in de groepwedstrijden
5. Loting

| Groep | Team     | AW | G | G | V | DV | DT | DS  | pnt |
| ----- | -------- | -- | - | - | - | -- | -- | --- | --- |
| C     | China    | 6  | 2 | 2 | 2 | 5  | 6  | −1  | 8   |
| B     | Libanon  | 6  | 2 | 2 | 2 | 12 | 14 | −2  | 8   |
| D     | Maleisië | 6  | 2 | 1 | 3 | 5  | 7  | −2  | 7   |
| A     | Syrië    | 6  | 1 | 1 | 4 | 7  | 7  | 0   | 4   |
| E     | Hongkong | 6  | 1 | 1 | 4 | 2  | 13 | −11 | 4   |